# Claude Izner
Pour les articles homonymes, voir Lefèvre.
« Sang dessus dessous » redirige ici. Pour l’article homophone, voir Sens dessus dessous.
Claude Izner est le nom de plume commun de Liliane Korb (née à Paris le 6 janvier 1940 et morte le 9 mars 2022,, à Montreuil) et de sa sœur Laurence Korb (née à Paris le 10 avril 1951, également connue sous le nom de Laurence Lefèvre), romancières françaises, pour signer, depuis 2003, les Enquêtes de Victor Legris, romans policiers historiques situés à Paris la fin du XIXe siècle. Cette série est publiée dans la collection « Grands détectives » aux éditions 10/18.
Avant d'adopter ce pseudonyme, les sœurs Korb avaient déjà signé en commun plusieurs œuvres, allant du roman d'aventures pour les enfants au roman de suspense pour les adultes, en passant par la science-fiction.

## Biographies succinctes
L'aînée des deux sœurs, Liliane Korb, est chef monteuse de cinéma, avant de devenir bouquiniste sur la rive droite de la Seine à Paris.
La cadette, Laurence Korb, étudie l'archéologie jusqu'à l'obtention d'une licence, puis publie deux romans à la fin des années 1970, avant de devenir à son tour bouquiniste sur les bords de Seine.
Le besoin d'écrire, et de préférence en commun, les prendra (ou reprendra) à partir de la fin des années 1980, leur carrière d'écrivains étant menée de front avec leur activité de bouquinistes et de cinéastes.
Amorcée en 2003, la série des Enquêtes de Victor Legris a pour héros un libraire d'une trentaine d'années, propriétaire de la librairie L'Elzévir, sise au 18 rue des Saints-Pères, dans le Paris des années 1890-1900. Passionné de photographie et d'ouvrages anciens, il se trouve mêlé à des affaires criminelles qui défraient souvent la chronique. Parmi les autres personnages qu'il côtoie, citons Kenji Mori, père adoptif de Legris et son associé, Iris, fille de Mori, Tasha, peintre et épouse de Legris, Joseph, commis de librairie et friand de comptes rendus d'affaires criminelles dans les journaux, et époux d'Iris. La série est en outre l'occasion de croiser des personnages historiques réels, parmi lesquels, au premier rang, Henri de Toulouse-Lautrec, mais aussi Alphonse Bertillon, La Goulue, Ravachol, Paul Verlaine et d'autres célébrités de l'époque.

## Œuvre

### Romans signés Claude Izner

#### Les Enquêtes de Victor Legris
1. Mystère rue des Saints-Pères, éditions 10/18, « Grands Détectives »  no 3505,  2003, prix Michel-Lebrun 2003.
2. La Disparue du Père-Lachaise, éditions 10/18, « Grands Détectives »  no 3506, 2003
3. Le Carrefour des Écrasés, éditions 10/18, « Grands Détectives »  no 3580, 2003
4. Le Secret des Enfants-Rouges, éditions 10/18, « Grands Détectives »  no 3682, 2004
5. Le Léopard des Batignolles, éditions 10/18, « Grands Détectives »  no 3808, 2005
6. Le Talisman de la Villette, éditions 10/18, « Grands Détectives »  no 3941, 2006
7. Rendez-vous Passage d'Enfer, éditions 10/18, « Grands Détectives »  no 4100, 2008
8. La Momie de la Butte-Aux-Cailles, éditions 10/18, « Grands Détectives »  no 4186, 2009
9. Le Petit Homme de l'Opéra, éditions 10/18, « Grands Détectives »  no 4345, 2010
10. Les Souliers bruns du quai Voltaire, éditions 10/18, « Grands Détectives »  no 4449, 2011
11. Minuit, impasse du Cadran, éditions 10/18, « Grands Détectives »  no 4582, 2012
12. Le Dragon du Trocadéro, éditions 10/18, « Grands Détectives »  no 4782, 2014

#### Les aventures de Jeremy Nelson
1. Le Pas du renard, éditions 10/18, coll. « Grands Détectives », no 5213, 2016
2. La Femme au serpent, éditions 10/18, coll. « Grands Détectives », no 5371, 2017
3. La Poule aux  œufs d'or, éditions 10/18, coll. « Grands Détectives », no 5516, 2019
4. Les Nids de l'hirondelle, éditions 10/18, coll. « Grands Détectives », 2021
5. Qui a tué le Minotaure ?, éditions 10/18, coll. « Grands Détectives », 2023

#### Autres romans
- Juillet 1942 - Les enfants aussi, Le Livre de Poche Jeunesse no 1627, 2012  Il s'agit de la réédition du livre Les Enfants aussi sorti en 1995 sous les noms de Laurence Lefèvre et Liliane Korb. Prix de la Société des Gens de Lettres en 1995, prix des Incorruptibles en 1996, prix de la ville de Pithiviers en 1999.
- Sang dessus dessous, éditions 10/18, « Grands Détectives »  no 4637, 2013 Réédition d'un roman paru en 1999 sous la double signature Liliane Korb et Laurence Lefèvre. (Voir ci-dessous).

### Romans signés Liliane Korb et Laurence Lefèvre
Les notices bibliographiques de la Bibliothèque nationale de France placent tantôt Liliane, tantôt Laurence, comme premier auteur.
- Mon père le poisson rouge, ill. de Gismonde Curiace. Paris : Flammarion, coll. « Castor-Poche » no 386. 250 p., 1992 Prix Versele 1994.
- L'Élixir de tante Ermolina, ill. de Solvej Crévelier. Paris : Flammarion, coll. « Castor-Poche - Junior » no 419. 273 p., 1993
- Bout d'ficelle ou Le secret du Chemin-Vert, ill. de Solvej Crévelier. Paris : Flammarion, coll. « Castor-Poche - Junior » no 450. 228 p., 1994
- Ciné Magic, ill. de Solvej Crévelier. Paris : Flammarion, coll. « Castor-Poche - Junior » no 500. 228 p., 1995 Bourse de la création Thyde Monnier en 1995.
- Les Embûches de Noël, ill. de Solvej Crévelier. Paris : Flammarion, coll. « Castor-Poche - Junior » no 527. 119 p., 1995
- Les Enfants aussi ou les Enfants aussi : juillet 1942, ill. de Bruno Mallart. Paris : Hachette, coll. « Le Livre de poche - Jeunesse » no 528. 125 p., 1995
- Silence, on tourne ! : l'enfance du cinéma, schémas de Brigitte Perdreau. Paris : Flammarion, coll. « Castor-Poche - Connaissances - Senior » no 10. 214 p., 1995
- L'Étrange Affaire Plumet. Paris : Flammarion, coll. « Castor-Poche - Senior » no 552. 175 p., 1996
- Jasper et les ombres électriques, ill. de Françoise Moreau. Paris : Hachette, coll. « Le Livre de poche - Jeunesse » no 585. 189 p., 1996
- Viviane dans le placard, ill. de Dupuy-Berberian. Paris : Syros, coll. « Souris noire » no 44. 42 p., 1996
- Le Pont-neuf à travers les siècles. Paris : Flammarion, coll. « Castor doc - Junior »  n° « D7 ». 189 p., 1997
- Les Portes d'Arthim, ill. de Léo Beker. Paris : Flammarion, coll. « Castor-Poche - Junior - Science-fiction » no 624. 117 p., 1997
- 9 récits de Paris, ill. de Raïssa Lanéelle. Paris : Flammarion, coll. « Castor-Poche - Junior » no 666. 126 p., 1998
- Les Voyageurs de l'infini, ill. de Gess. Paris : Flammarion, coll. « Castor-Poche - Junior - Science-fiction » no 645. 110 p., 1998
- Sang dessus dessous. Roman policier, Paris : Viviane Hamy, coll. « Chemins nocturnes ». 222 p., 1999
- Un prince en baskets. Paris : Flammarion, coll. « Castor-Poche - Senior » no 734. 142 p., 2000
- Flash sur l'assassin. Paris : Flammarion, « Castor-Poche - Suspense - Senior » no 843. 114 p., 2001

### Romans signés Liliane Korb
- La Marion du Faouët, 1971, en collaboration avec Agnès Van Parÿs.
- Temps sans frontières, jeunesse, ill. de Yves Beaujard. Paris : Flammarion, 1989, coll. « Castor poche Junior » no 273, 246 p. Grand prix de la Science Fiction jeunesse en 1991.
- La Créature d'un autre monde, jeunesse, ill. de Solvej Crévelier. Paris : Père Castor-Flammarion, 1997, coll. « Les Trois loups, Faim de loup », 55 p.

### Ouvrages signés Laurence Korb

#### Romans
- Paris-Lézarde, roman, Paris : Calmann-Lévy, 1977, 214 p.
- Les Passants du dimanche, roman, Paris : Calmann-Lévy, 1979, 222 p.

#### Nouvelles
- « Lady Victoria », nouvelle publiée dans l'anthologie fantastique de Bernard Blanc : Que sont les fantômes devenus ?, Nouvelles Éditions Oswald, coll. « Fantastique / Science-fiction / Aventures », no 12, 1980.
- « Le Génie de la liberté », nouvelle parue dans la revue "Autrement" (numéro consacré à Paris), 1983.

### Romans signés Laurence Lefèvre
- Passage de la Main-d'Or, jeunesse, ill. de Gismonde Curiace, Paris : Flammarion, 1991, coll. « Castor poche » no 338, 232 p.
- Arrêtez-le, jeunesse, ill. de Marcelino Truong, Paris : Père Castor-Flammarion, 1997, coll. « Les Trois loups », 57 p.
- Week-end infernal, jeunesse, Paris : Hachette, 1997, 156 p.

## Filmographie

### Liliane Korb, monteuse pour le cinéma
- 1960 : L'amour existe, court métrage réalisé par Maurice Pialat
- 1961 : Les Cinq-cents Balles, court métrage réalisé par Melvin Van Peebles
- 1961 : Cuba si, moyen métrage réalisé par Chris Marker
- 1962 : Un cœur gros comme ça, long métrage réalisé par François Reichenbach
- 1963 : Les Impressionnistes, réalisé par Jean-Claude Sée
- 1963 : Sa Majesté des mouches (Lord of the Flies), long métrage réalisé par Peter Brook, d'après le roman de William Golding
- 1964 : La Prima donna, réalisé par Philippe Lifchitz
- 1966 : Massacre pour une orgie, réalisé par Jean-Pierre Bastid
- 1966 : Jaguar, réalisé par Jean Rouch
- 1966 : La Permission (The Story of a Three-Day Pass), long métrage réalisé par Melvin Van Peebles
- 1967 : Salut les copines, réalisé par Jean-Pierre Bastid
- 1968 : Le 17e Parallèle, long métrage réalisé par Joris Ivens
- 1971 : L'Apocalypse, long métrage réalisé par Jean-Claude Sée.

### Liliane Korb et Laurence Korb, réalisatrices
- 1969 : Histoire d'un crime, (court métrage sur les expulsions et la spéculation immobilière à Belleville, Paris), en collaboration avec Laurence Korb, Marie-Geneviève Ripeau, Lionel Legros
- 1970 : Un village au Nord Vietnam, (court métrage produit par la télévision scolaire), réalisé par Liliane Korb
- 1970 : We Shall Remain Indians, (court métrage sur l'occupation de l'île d'Alcatraz), en collaboration avec Laurence Korb, Marie-Geneviève Ripeau, André Weinsfeld. Produit par Stanley Forman (Grande Bretagne)
- 1975 : Les Esclops (Les Sabots), en collaboration avec Laurence Korb, Bernard Lefèvre, Claudine et Fabien Lesage, produit par Patrick Cazals, producteur de l'Animation du Haut Quercy.
- 1976 : Cants d'Amor et d'Esper (Les Troubadours), en collaboration avec Laurence Korb, Bernard Lefèvre, Henri Gougaud, Maurice Chevit, Michel Legrand, Francis Lemarque, produit par Patrick Cazals.
- 1981 : Participation à l'écriture du synopsis du film L'Amour nu, de Yannick Bellon, avec Marlène Jobert et Jean-Michel Folon.

## Prix
- Prix Michel-Lebrun de la Ville du Mans 2003 pour Mystère rue des saints-pères[5]

## Sources
- Claude Mesplède (dir.), Dictionnaire des littératures policières, vol. 1 : A - I, Nantes, Joseph K, coll. « Temps noir », 2007, 1054 p. (ISBN 978-2-910-68644-4, OCLC 315873251), p. 1038-1039.